# Claudine Auger
Claudine Auger, pseudonimo di Claudine Oger (Parigi, 26 aprile 1941 – Parigi, 18 dicembre 2019), è stata un'attrice francese.

## Biografia
Nata a Parigi da René Gabriel Oger e Camille Lesage, frequentò il Collegio Santa Giovanna d'Arco e poi il Conservatorio di Parigi, dove perfezionò la recitazione di ruoli drammatici. Nel 1958, dopo aver vinto il concorso per la selezione di Miss Francia Mondo, partecipò al concorso di Miss Mondo, dove giunse seconda.
Il suo debutto nel mondo del cinema avvenne quando era ancora studentessa: nel 1960 Jean Cocteau la scritturò per una parte nel suo Il testamento di Orfeo. Il matrimonio nel 1959 con lo sceneggiatore e regista Pierre Gaspard-Huit le aprì le porte a numerose partecipazioni in film come L'uomo dalla maschera di ferro (1962) e Kali Yug, la dea della vendetta (1963). Nel 1966 fu co-protagonista del film drammatico Agli ordini del Führer e al servizio di Sua Maestà, in cui recitò al fianco di attori affermati come Yul Brynner, Christopher Plummer e Romy Schneider.
Divenne famosa negli anni '60 per il ruolo della Bond girl Dominique "Domino" Derval nel film Agente 007 - Thunderball (Operazione tuono) (1965). Il ruolo era in origine quello di una donna italiana come nel romanzo di Ian Fleming, ma la Auger impressionò a tal punto i produttori che il personaggio venne cambiato in quello di una francese, più congeniale alla sua interpretazione. Per l'occasione, l'attrice prese lezioni private d'inglese per migliorare il suo accento, cosa che avvenne in maniera significativa, ma, nella versione per il pubblico anglofono della pellicola, venne comunque doppiata da Nikki van der Zyl.
Il film lanciò la Auger in una fortunata carriera nel cinema europeo, mentre negli Stati Uniti non raggiunse una piena affermazione. Subito dopo il successo della pellicola, posò per Playboy in fotografie che la ritraevano seminuda, ma che contribuirono ad aumentare la sua popolarità. Nei decenni successivi, lavorò quasi esclusivamente in Italia, prendendo parte tra gli altri ai film L'arcidiavolo (1966) a fianco di Vittorio Gassman, Operazione San Gennaro nel ruolo della fidanzata del protagonista Nino Manfredi, Il padre di famiglia, ancora con Nino Manfredi, e Le dolci signore (1968) di Luigi Zampa. Nel 1980 recitò in Prestami tua moglie al fianco di Lando Buzzanca. Nel 1990 partecipò alla fiction TV La Piovra 5 - Il cuore del problema nella parte di Matilde Linori.
Claudine Auger morì a Parigi il 18 dicembre 2019 dopo una lunga malattia all'età di 78 anni. È sepolta con il marito nel cimitero di Montparnasse.

## Vita privata
Nel 1959 sposò lo sceneggiatore e regista Pierre Gaspard-Huit, da cui in seguito divorziò. Sposò negli anni '80, l'uomo d'affari inglese Peter Brent. La coppia ebbe una figlia, Jessica Claudine Brent (nata nel 1991). Peter Brent morì nell'agosto del 2008.

## Filmografia

### Cinema

Da sinistra: Claudine Auger, Rossana Podestà e Rita Tushingham in Pane, burro e marmellata (1977)

- Gioventù nuda (Terrain vague), regia di Marcel Carné (1960)
- L'uomo dalla maschera di ferro (La masque de fer), regia di Henri Decoin (1962)
- Amore alla francese (In the French Style), regia di Robert Parrish (1963)
- Kali Yug, la dea della vendetta, regia di Mario Camerini (1963)
- Agente 007 - Thunderball (Operazione tuono) (Thunderball), regia di Terence Young (1965)
- Operazione San Gennaro, regia di Dino Risi (1966)
- L'uomo di Casablanca (L'homme de Marrakech), regia di Jacques Deray (1966)
- Agli ordini del Führer e al servizio di Sua Maestà (Triple Cross), regia di Terence Young (1966)
- L'arcidiavolo, regia di Ettore Scola (1966)
- Scusi, facciamo l'amore?, regia di Vittorio Caprioli (1967)
- Il padre di famiglia, regia di Nanni Loy (1967)
- Gioco di massacro (Jeu de massacre), regia di Alain Jessua (1967)
- Le dolci signore, regia di Luigi Zampa (1968)
- I bastardi, regia di Duccio Tessari (1968)
- Escalation, regia di Roberto Faenza (1968)
- La battaglia del Mediterraneo (Flammes sur l'Adriatique), regia di Alexandre Astruc e Stjepan Cikes (1968)
- Come ti chiami, amore mio?, regia di Umberto Silva (1969)
- Love Birds - Una strana voglia d'amare (Komm, süßer Tod), regia di Mario Caiano (1969)
- Reazione a catena, regia di Mario Bava (1971)
- La tarantola dal ventre nero, regia di Paolo Cavara (1971)
- Equinozio, regia di Maurizio Ponzi (1971)
- Un po' di sole nell'acqua gelida (Un peu de soleil dans l'eau froide), regia di Jacques Deray (1971)
- Ricatto alla mala (Un verano para matar), regia di Antonio Isasi-Isasmendi (1972)
- Gli ordini sono ordini, regia di Franco Giraldi (1972)
- Flic Story, regia di Jacques Deray (1975)
- Il colpaccio, regia di Bruno Paolinelli (1976)
- Metti le donne altrui ne lo mio letto..., regia di Ramón Fernández (1976)
- Pane, burro e marmellata, regia di Giorgio Capitani (1977)
- Morti sospette (Un papillon sur l'épaule), regia di Jacques Deray (1978)
- Viaggio con Anita, regia di Mario Monicelli (1978)
- Il triangolo delle Bermude (El Triángulo diabólico de las Bermudas), regia di René Cardona Jr. (1978)
- Aragosta a colazione, regia di Giorgio Capitani (1979)
- Fantastica, regia di Gilles Carle (1980)
- Prestami tua moglie, regia di Giuliano Carnimeo (1980)
- Asalto al casino, regia di Max H. Boulois (1981)
- Posti segreti, regia di Zelda Barron (1984)
- L'iniziazione, regia di Gianfranco Mingozzi (1987)
- Il frullo del passero, regia di Gianfranco Mingozzi (1988)
- Un amore di donna, regia di Nelo Risi (1988)
- La bocca, regia di Luca Verdone (1990)
- Il sale sulla pelle, regia di Andrew Birkin (1992)

### Televisione
- Spia - Il caso Philby, regia di Gian Pietro Calasso – miniserie TV (1977)
- Il tenente del diavolo (The Devil's Lieutenant), regia di John Goldschmidt – film TV (1984)
- La piovra 5 - Il cuore del problema, regia di Luigi Perelli – miniserie TV (1990)
- Il rosso e il nero, regia di Jean-Daniel Verhaeghe – miniserie TV (1997)

## Doppiatrici italiane
- Maria Pia Di Meo in Agente 007 - Thunderball (Operazione tuono), I bastardi, Reazione a catena
- Melina Martello in Agli ordini del Führer e al servizio di Sua Maestà
- Angiolina Quinterno in Aragosta a colazione
- Serena Verdirosi in L'iniziazione
- Mirella Pace in Le dolci signore
- Benita Martini in La tarantola dal ventre nero
- Vittoria Febbi in Il triangolo delle Bermude